# Peter Dirschauer
Peter Dirschauer (* 1939 in Danzig) ist ein deutscher Schauspieler.

## Leben
Nach der kriegsbedingten Flucht seiner Familie zum Ende des Zweiten Weltkriegs wuchs Dirschauer in Schleswig-Holstein in der Nähe von Kappeln auf. Er studierte von 1961 bis 1964 an der Folkwang Hochschule Essen, der heutigen Folkwang Universität der Künste. Dirschauer debütierte 1964 an den Städtischen Bühnen Münster. Über das Theater der Stadt Essen, die Bühnen der Stadt Bielefeld, das Deutsches Schauspielhaus Hamburg, das Theater des  Westens Berlin und das Niedersächsische Staatstheater Hannover kam er an das Bayerische Staatsschauspiel München, wo er bis 1980 spielte, bevor er freischaffender Schauspieler unter anderem der Salzburger Festspiele  wurde.
Dirschauer spielte an diesen Bühnen unter anderem die Titelrolle in Faust. Eine Tragödie, Matti in Herr Puntila und sein Knecht Matti, Jean in Fräulein Julie, die Titelrolle in Prinz Friedrich von Homburg, Angelo in Maß für Maß und Kilroy in Camino Real von Tennessee Williams.
Dirschauer spielte auch in mehreren Filmen und Fernsehserien. Er begegnete bei diesen Aufnahmen unter anderem Ingmar Bergman, Max Frisch, Romy Schneider, Audrey Hepburn und Maria Schell.
Zudem war Dirschauer Sprecher in zahlreichen Hörspielen.

## Filmografie
- 1977: In freier Landschaft
- 1977: Lokalseite unten links: Aktion Annette
- 1978: Derrick: Abitur
- 1979: Blutspur
- 1979: Der Alte: Der Auftraggeber
- 1980: So geht’s auch: Geteilte Freude – halbe Freude
- 1980: Derrick: Auf einem Gutshof
- 1981: Tatort: Das Lederherz
- 1982: Das heiße Herz
- 1983: Tatort: Wenn alle Brünnlein fließen
- 1983: Der Alte: Liebe hat ihren Preis
- 1983: Mich wundert, daß ich so fröhlich bin
- 1985: Flucht ohne Ende
- 1988: Geheime Reichssache

## Hörspiele (Auswahl)
- 1979: Das Parkett ein spiegelnder See
- 1979: Pechvögel
- 1985: Brief an meinen Richter
- 1993: Der Mörder in mir
- 2001: Hügel der Selbstmörder
- 2001: In der Tiefe der Nacht